# Szekrényessy Károly
Székelyhídi Szekrényessy Károly (Solt, 1867. október 29. – Budapest, 1938. szeptember 4.) Rt. tulajdonos, mecénás, földbirtokos.

## Élete
Szekrényessy Károly 1867-ben a Solt külterületi részén (Máriház) lévő báró Révay-birtokon, született (ahol apja ekkor mint kasznár működött). Atyja székelyhídi Szekrényessy Nándor gazdatiszt, anyja Osztermayer Katalin német származású, soproni születésű polgárleány.
Az 1870-es években visszaköltözött a család a fővárosba, ahol apja könnyelmű életvitelének (nagy tétekben folytatott kártyajáték) következtében el kellett adni a soroksári Gubacs-pusztán elterülő kis birtokot a hozzákapcsolódó tehenészettel és elegáns kúriával. Elszegényedésük következtében főgimnáziumi tanulmányait félbehagyni kényszerült és úgynevezett kereskedelmi érettségit tett.
Kőbányán az Eigel-féle sertésszállás hivatalnoka lett, mely vállalkozás ingatlanait fokozatosan kivásárolva idős tulajdonosától létrehozta saját sertésfelvásárlásra alapozott hazai és külföldi piacokra szállító vállalatát. A 19. század végén Kőbánya a beköszöntött sertésvész hatására elveszítette az európai sertéskereskedelemben betöltött központi pozícióját. Szekrényessy Károlynak ennek ellenére sikerült felfejlesztenie a kőbányai Mázsa téren álló több holdnyi kiterjedésű sertésszállásának forgalmát, amely telephelyet a szolnoki vasút fővonalával saját ipari vágánya kötötte össze.

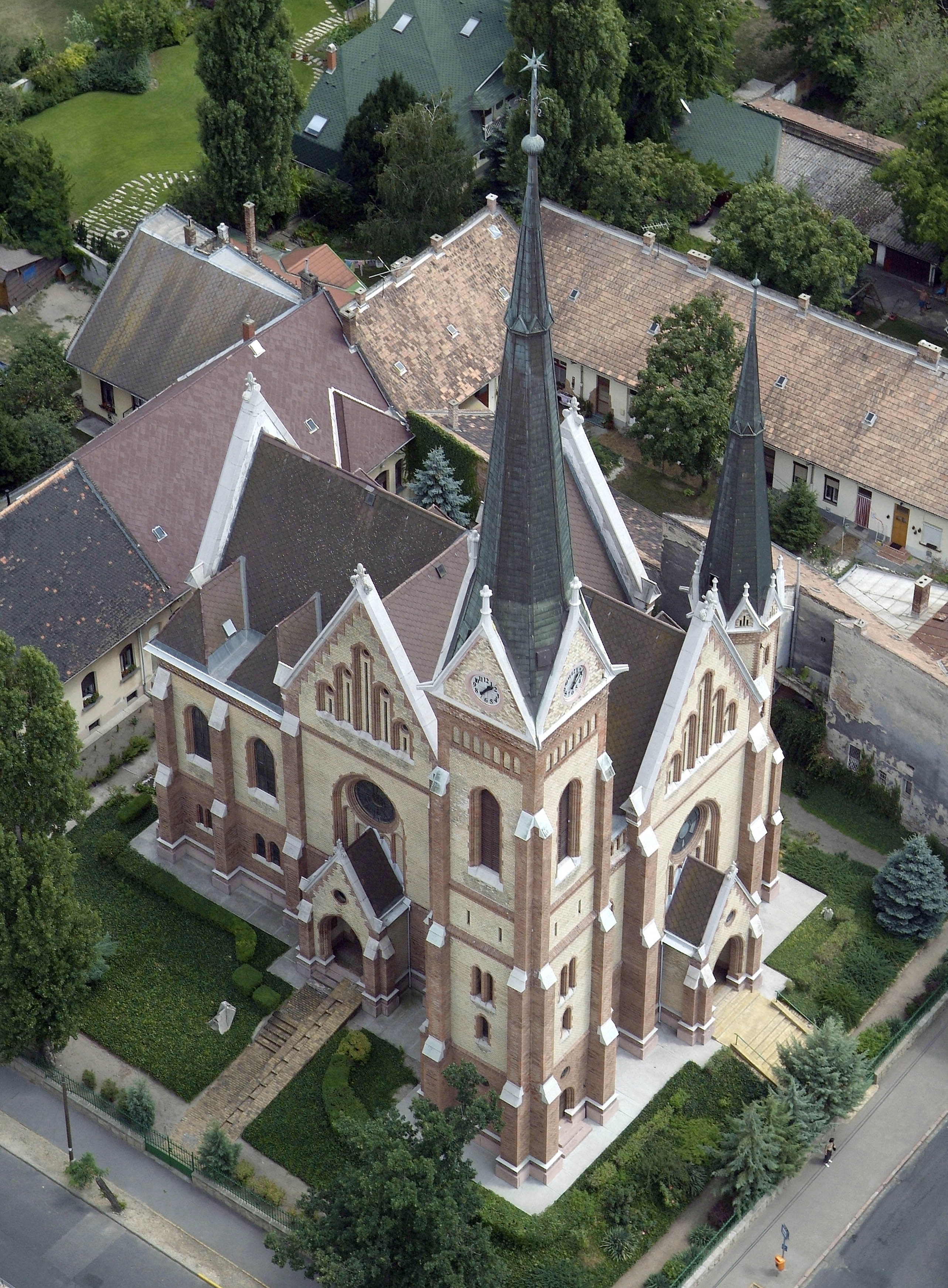
A kőbányai református templom

A 19. század végétől egészen az első világháborús bukásig Kőbánya egyik legnagyobb vagyonnal rendelkező polgára lett. Tagja volt majd' valamennyi helyi kulturális és jótékonysági egyletnek. Elnökségi tagja volt a Kőbányai Iparvasút Rt. mellett közigazgatási, törvényhatósági bizottságoknak, elnöke a Hangya Szövetkezetnek, kurátora és tanácsbírája a helyi református egyháznak. Roppant vagyonával rendszeresen támogatta az összes kőbányai iskola alapítását, működését, valamennyi egyházközség kiemelt patrónusa volt. Kiemelten támogatta a kőbányai református templom megépítését. Annak mai napig országos hírű, hatalmas neogótikus orgonáját adományként saját költségén készíttette el.
Az első világháború idején a Mázsa téren saját költségén szükségkórházat rendezett be és tartott fenn, fedezve annak működését. 1922-ben szarvasmarha - borjú és sertéskereskedelmi részvénytársaságot hozott létre és működtetett élete végéig, 1938-ig, s ily módon a szakirodalom a nagy hírű kőbányai sertéskereskedelem utolsó képviselőjének tekinti.
1894-ben vette feleségül egy Pozsonyból elszármazott német eredetű fővárosi építőmester leányát, Böhm Ida Máriát, és ily módon sógorságba kerül rajeczi Burián István miniszter Burián László nevű unokatestvérével. Szekrényessy Károlynak Krassó-Szörény vármegyében, Tamásdon 3502 hold kiterjedésű nagybirtoka feküdt.
Szekrényessy Kálmán magyar úszó, első magyar sportlap-alapító majd mindennapos vendége volt a Hölgy utcában felépített és ma már védettséget élvező 18-as számú Szekrényessy-háznak.
Feleségének 1932-es halálát követően újra nősült, aminek következtében a Pénzes családon keresztül rokoni kapcsolatba került a neves színművész Bárány Frigyessel, akinek meghatározó gyermekkori élményét jelentik Szekrényessyvel való találkozásai. 1938-ban Budapesten hunyt el.
Szekrényessy Kálmán kiváló magyar úszó, apjának elsőfokú unokatestvére, Szekrényessy Gizella operaénekesnő, valamint Scholtz Pál Kornél a Pál-völgyi-barlang felfedezője pedig elsőfokú unokatestvérei voltak.